# Tmesisternus pseudomonticola
Tmesisternus pseudomonticola, conosciuta anche come Tmesisternus fergussoni, è una specie di coleottero del genere Tmesisternus, famiglia Cerambycidae. Fu descritta scientificamente da Stephan von Breuning nel 1939 e abita frequentemente le foreste tropicali della Papua Nuova Guinea.